# Oryctina subaphylla
Oryctina subaphylla är en tvåhjärtbladig växtart som beskrevs av C.T. Rizzini. Oryctina subaphylla ingår i släktet Oryctina och familjen Loranthaceae. Inga underarter finns listade i Catalogue of Life.